# Richard Cobden
Richard Cobden (3 de junio de 1804 - 2 de abril de 1865) fue un fabricante inglés, radical y liberal, asociado con dos campañas importantes pro libre comercio, la Liga Anti-Ley del Cereal y el Tratado Cobden-Chevalier.
Cuando era joven, Cobden era un exitoso viajero comercial que se convirtió en copropietario de una fábrica de impresión de calicó altamente rentable en Sabden pero vivía en Mánchester, una ciudad con la que se identificaría fuertemente. Sin embargo, pronto se vio más comprometido con la política y sus viajes lo convencieron de las virtudes del libre comercio (anti-protección) como la clave para mejorar las relaciones internacionales.
En 1838, él y John Bright fundaron la Liga Anti-Ley del Cereal, con el objetivo de abolir las leyes de cereales impopulares, que protegían los intereses de los terratenientes mediante la imposición de impuestos sobre el trigo importado, aumentando así el precio del pan. Como miembro del Parlamento del Reino Unido desde 1841, luchó contra la oposición del Ministerio del Segundo Peel, y la abolición se logró en 1846.

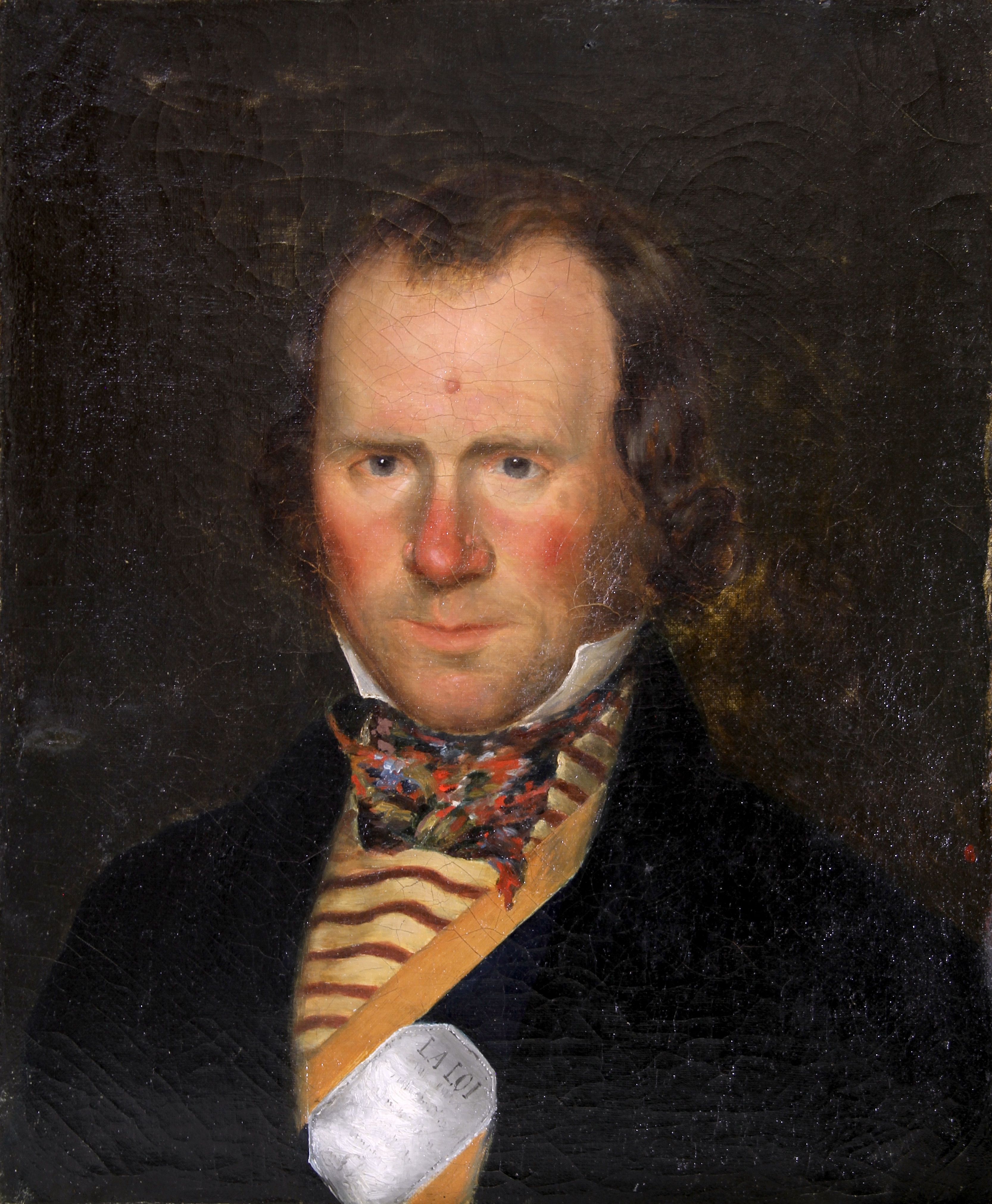
Richard Cobden con una insignia de Embajador que dice "La Loi", La Ley. Pintado por Ary Scheffer

Otra iniciativa de libre comercio fue el Tratado Cobden-Chevalier de 1860, promoviendo una interdependencia más estrecha entre el Reino Unido de Gran Bretaña e Irlanda y Gran Bretaña. Esta campaña se llevó a cabo en colaboración con John Bright y el economista francés Michel Chevalier, y tuvo éxito a pesar de la desconfianza endémica del Parlamento hacia los franceses.
Cobden ha sido llamado "El mayor pensador liberal clásico en asuntos internacionales" por el historiador Ralph Raico.

## Primeros años
Cobden nació en una granja llamada Dunford, en Heyshott cerca de Midhurst, en Sussex. Fue el cuarto de once hijos, nacido de William Cobden y su esposa Millicent (née Amber). Su familia había residido en ese barrio durante muchas generaciones, ocupada en parte en el comercio y en parte en la agricultura. Su abuelo Richard Cobden era dueño de Bex Mill en Heyshott y era un enérgico y próspero ester que se desempeñó como alguacil y jefe de magistrado en Midhurst y tomó una parte bastante notable en los asuntos del condado. Sin embargo, su padre William abandonó la maltería en favor de la agricultura y se hizo cargo de la gestión de Dunford Farm cuando Richard murió en 1809. Un hombre de negocios pobre, vendió la propiedad cuando la granja falló y trasladó a la familia a una granja más pequeña en la cercana Gullard's Oak. Las condiciones no mejoraron y en 1814, después de varias mudanzas más, la familia finalmente se estableció como agricultores arrendatarios en West Meon, cerca de  Alton en Hampshire.
Cobden asistió a una escuela de damas y luego a la escuela Bowes Hall en el North Riding of Yorkshire. Cuando tenía quince años se fue a Londres al negocio de almacén de su tío Richard Ware Cole, donde se convirtió en un viajero comercial en muselina y  calicó. Su pariente, notando la apasionada adicción del muchacho al estudio, le advirtió solemnemente que no se permitiera ese gusto, ya que probablemente sería un obstáculo fatal para su éxito en la vida comercial. Cobden no se dejó intimidar y aprovechó la biblioteca de la Institución de Londres. Cuando el negocio de su tío fracasó, se unió al de Partridge & Price, en Eastcheap, siendo uno de los socios el ex socio de su tío.
En 1828, Cobden estableció su propio negocio con Sheriff y Gillet, en parte con capital de John Lewis, actuando como agentes en Londres para Fort Brothers, impresores de calicó Mánchester. En 1831, los socios buscaron arrendar una fábrica de Fort's en Sabden, cerca de Clitheroe, Lancashire. Sin embargo, tenían insuficiente capital entre ellos. Cobden y sus colegas impresionaron tanto a Fort's que consintieron en retener una proporción sustancial del capital social. La nueva empresa prosperó y pronto tuvo tres establecimientos, la imprenta en Sabden y puntos de venta en Londres y Mánchester. El establecimiento de Mánchester quedó bajo la dirección directa de Cobden, quien se instaló allí en 1832, comenzando una larga asociación con la ciudad. Vivía en una casa en Quay Street, que ahora se llama Cobden House. Una placa conmemora su residencia. El éxito de la empresa fue decisivo y rápido, y las "impresiones Cobden" pronto se hicieron conocidas por su calidad.
Si Cobden hubiera dedicado todas sus energías al negocio, pronto podría haberse vuelto muy rico. Sus ganancias en el negocio eran típicamente de £ 8,000 a £ 10,000 al año. Sin embargo, su hábito de aprendizaje e investigación de toda la vida absorbió gran parte de su tiempo. Escribiendo bajo el sobrenombre de Libra, publicó muchas cartas en el Manchester Times discutiendo cuestiones comerciales y económicas. Algunas de sus ideas fueron influenciadas por Adam Smith.

## Primeras publicaciones

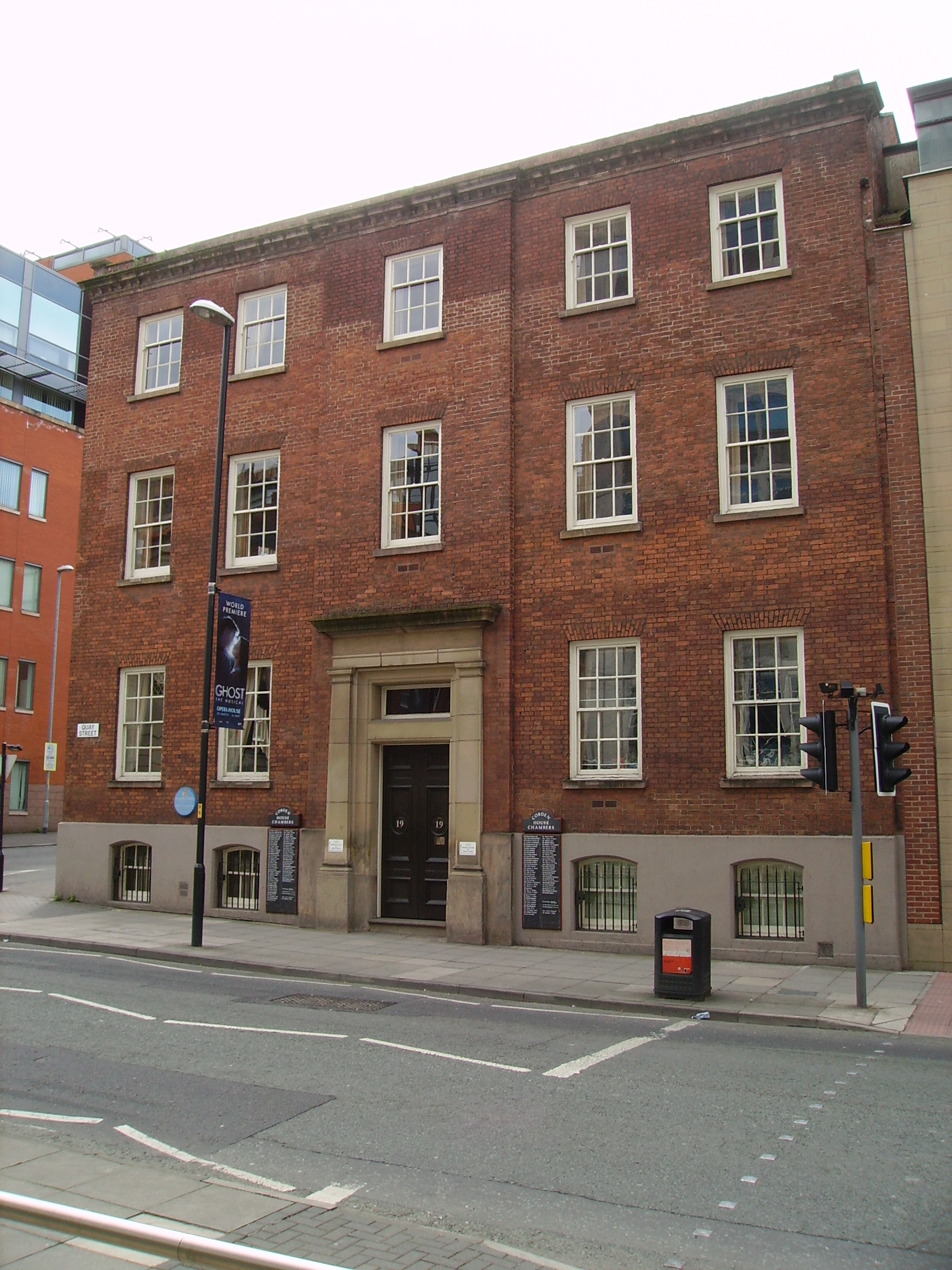
Casa de Cobden en Mánchester en Quay Street.

En 1835 publicó su primer panfleto, titulado Inglaterra, Irlanda y América, por un fabricante de Manchester. Cobden defendió los principios de paz, no intervención, reducción y libre comercio a los que siguió fielmente cumpliendo. Hizo una visita a los Estados Unidos, aterrizando en  Nueva York el 7 de junio de 1835. Dedicó unos tres meses a esta gira, pasando rápidamente por los estados costeros y la parte adyacente de Canadá, y recolectando sobre la marcha grandes almacenes de información sobre la condición, los recursos y las perspectivas de la nación. Otro trabajo apareció a finales de 1836, bajo el título de Rusi. Fue diseñado para combatir un brote salvaje de Russophobia inspirado por David Urquhart. Contenía también una acusación audaz de todo el sistema de política exterior fundada en ideas del equilibrio de poder y la necesidad de grandes armamentos para la protección del comercio.
La mala salud le obligó a abandonar Gran Bretaña y durante varios meses, a finales de 1836 y principios de 1837, viajó por España, Turquía y Egipto. Durante su visita a Egipto, tuvo una entrevista con Muhammad Ali de Egipto, de cuyo carácter como monarca reformador no trajo una impresión muy favorable. Regresó a Gran Bretaña en abril de 1837.

## Primeros pasos en política

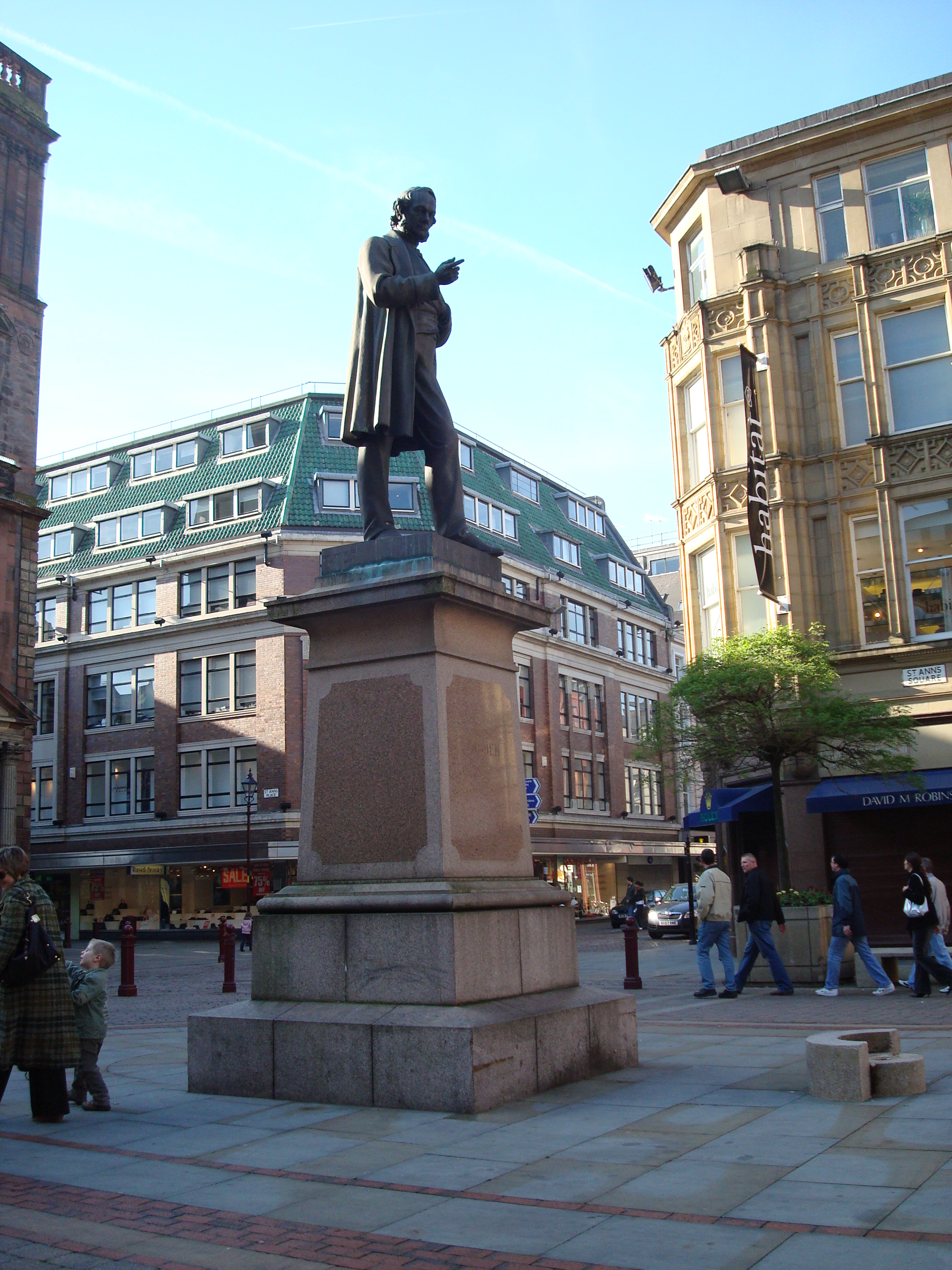
Estatua de Richard Cobden fuera de la iglesia de St Ann, Mánchester

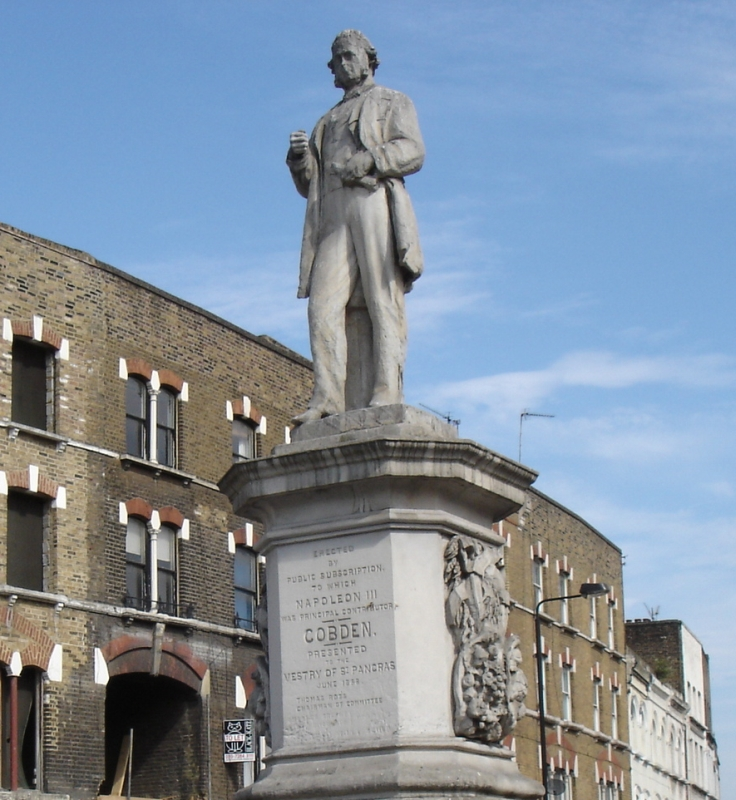
Estatua de Richard Cobden en Camden

Cobden pronto se convirtió en una figura destacada en la vida política e intelectual de Mánchester. Defendió la fundación del Manchester Athenaeum y pronunció su discurso inaugural. Fue miembro de la cámara de comercio y formó parte de la campaña para la  incorporación de la ciudad, siendo elegido uno de sus primeros Concejales. También comenzó a tener un gran interés en la causa de la educación popular. Algunos de sus primeros intentos de hablar en público fueron en reuniones que convocó en Mánchester,  Salford, Bolton, Rochdale y otras ciudades adyacentes, para defender el establecimiento de escuelas británicas. Fue mientras estaba en una misión con este propósito en Rochdale que conoció por primera vez a John Bright. En 1837, la muerte de Guillermo IV del Reino Unido (Guillermo IV) y el acceso de la Reina Victoria condujeron a una elección general. Cobden era candidato para Stockport, pero fue derrotado por poco.
Otros intereses incluyeron su amistad con George Combe y su participación en la Sociedad Frenológica de Mánchester en las décadas de 1830 y 1840, aunque biógrafos como John Morley, Donald Read y Wendy Hinde han tendido a restar importancia a esto debido a su deseo de no retratarlo como la participación de larga data, aunque a veces alegre, en pseudociencia que de hecho, según David Stack, fue. Algunos, como Richard Gowing, han ido tan lejos como para ignorarlo por completo, pero el interés comprensivo es evidente en las frecuentes referencias de Cobden al mismo. En 1850, le pidió a Combe que proporcionara una lectura frenológica de su hijo.

## Leyes de cereales
Las "leyes de cereales" eran impuestos sobre el grano importado diseñados para mantener altos los precios para los productores de cereales en Gran Bretaña. De hecho, las leyes elevaron los precios de los alimentos y se convirtieron en el foco de la oposición de las áreas urbanas, que entonces tenían mucha menos representación política que la Gran Bretaña rural. Las leyes del maíz impusieron fuertes aranceles de importación, reduciendo la cantidad de grano importado de otros países, incluso cuando los suministros de alimentos eran escasos. Las leyes fueron apoyadas por terratenientes y se opusieron a industriales y trabajadores whigs. La Liga contra la Ley de Cereales fue responsable de convertir la opinión pública y de la clase dominante en contra de las leyes. Fue una gran cruzada moral de clase media a nivel nacional con una visión utópica. Su principal defensor fue Richard Cobden. Según el historiador Asa Briggs, Cobden prometió repetidamente que la derogación resolvería cuatro grandes problemas simultáneamente:

Primero, garantizaría la prosperidad del fabricante al ofrecerle salidas para sus productos. En segundo lugar, aliviaría la "situación de la cuestión de Inglaterra" al abaratar el precio de los alimentos y garantizar un empleo más regular. En tercer lugar, haría que la agricultura inglesa fuera más eficiente al estimular la demanda de sus productos en áreas urbanas e industriales. Cuarto, introduciría mediante un comercio internacional mutuamente ventajoso una nueva era de compañerismo y paz internacionales. La única barrera para estas cuatro soluciones benéficas era el egoísmo ignorante de los terratenientes, la 'oligarquía que grava el pan, sin principios, insensible, rapaz y saqueadora'.

En 1838, se formó la liga en Mánchester; por sugerencia de Cobden, se convirtió en una asociación nacional, la Liga contra la Ley de Cereales. Durante los siete años de la liga, Cobden fue su portavoz principal y su espíritu animador. No tenía miedo de llevar su desafío en persona a los terratenientes agrícolas o de confrontar a la clase trabajadora Cartismo, dirigida por Feargus O'Connor.
En 1841,  Sir Robert Peel habiendo derrotado al ministerio de  Melbourne en el  parlamento, hubo unas  elecciones generales, y Cobden fue devuelto como el nuevo miembro de  Stockport. Sus oponentes habían predicho con confianza que fracasaría completamente en la Cámara de los Comunes. No esperó mucho después de su admisión en esa asamblea para poner a prueba sus predicciones. El Parlamento se reunió el 19 de agosto. El día 24, durante el debate sobre el Discurso de la Reina, Cobden pronunció su primer discurso. "Se comentó", informó Harriet Martineau en su  Historia de la paz , "que no fue tratado en la Cámara con la cortesía que se suele otorgar a un nuevo miembro, y se percibió que lo hizo, no necesita tal observancia". Sin inmutarse, dio una exposición simple y contundente de su posición sobre las leyes del maíz. Esto marcó el comienzo de su reputación como un maestro de los temas.

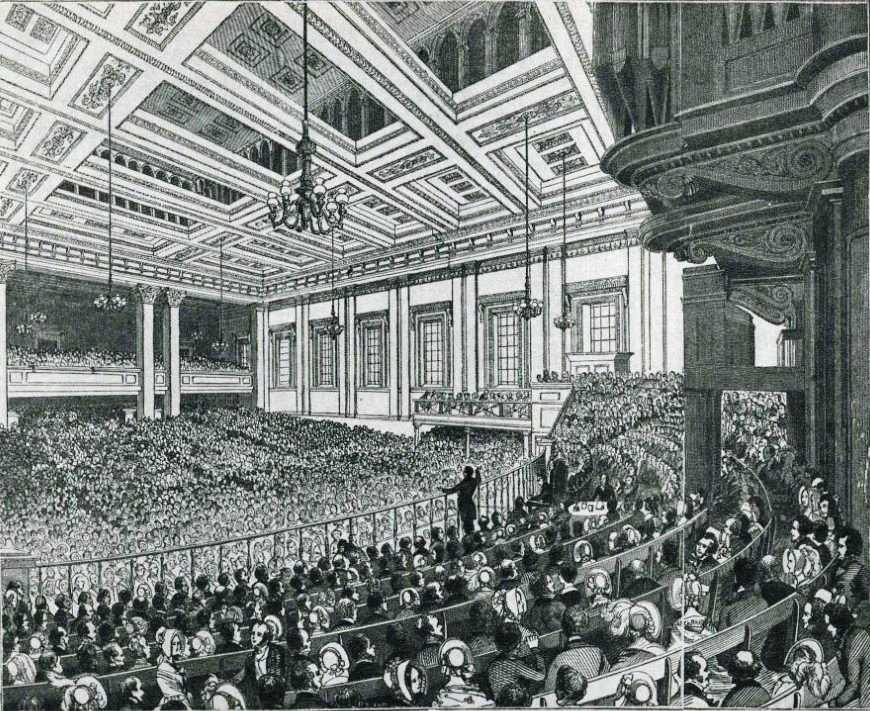
Reunión de la Liga contra la ley del maíz en Exeter Hall en 1846

El 17 de febrero de 1843, Cobden lanzó un ataque contra Peel, responsabilizándolo del miserable estado de los trabajadores de la nación. Peel no respondió en el debate, pero el discurso se pronunció en un momento de intensos sentimientos políticos. Edward Drummond, el secretario privado de Peel, había sido recientemente confundido con el primer ministro y muerto a tiros en la calle por un lunático. Sin embargo, más tarde en la noche, Peel se refirió en tono emocionado y agitado al comentario, como una incitación a la violencia contra su persona. El grupo conservador de Peel, al darse cuenta de esta indirecta, se lanzó a un estado frenético de excitación, y cuando Cobden intentó explicar que se refería a la responsabilidad oficial, no personal, se ahogó.
Peel invirtió su posición y en 1846 pidió la derogación de las leyes del maíz. Cobden y la Liga habían preparado el momento durante años, pero desempeñaron poco papel en 1846. Después de la política agresiva de Peel, la derogación de las leyes del maíz fue aprobada por la Cámara de los Comunes el 16 de mayo de 1846 por 98 votos. Peel había formado una coalición de líderes conservadores y un tercio de sus parlamentarios se unieron a los whigs, y dos tercios de los conservadores votaron en su contra. Eso dividió al partido conservador de Peel y llevó a la caída de su gobierno. En su discurso de renuncia, atribuyó a Cobden, más que a nadie, la derogación de las leyes del maíz.

## Homenaje, viaje y reasentamiento

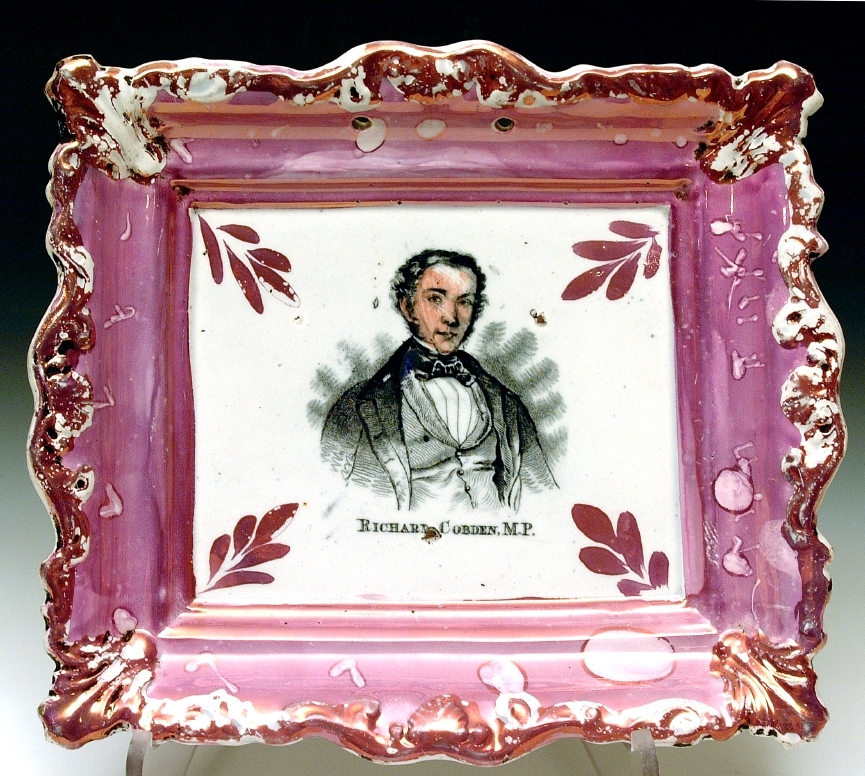
Sunderland Lustreware placa "splash".

Cobden había sacrificado su negocio, sus comodidades domésticas y durante un tiempo su salud por la campaña.[cita requerida] Por lo tanto, sus amigos sintieron que la nación le debía alguna muestra sustancial de gratitud y admiración por esos sacrificios. La suscripción pública recaudó la suma de £ 80,000. Si hubiera estado inspirado por la ambición personal, podría haber entrado en la carrera del avance político con la perspectiva de alcanzar el cargo más alto.  Lord John Russell, quien, poco después de la derogación de las leyes del maíz, sucedió a Peel como primer ministro, invitó a Cobden a unirse a su gobierno, pero Cobden declinó la invitación.

Cobden había esperado encontrar un poco de privacidad restauradora en el extranjero. En julio de 1846, le escribió a un amigo: "Voy a contarte un nuevo proyecto que se ha estado gestando en mi cerebro. He abandonado toda idea de enterrarme en Egipto o Italia. Me embarco en una gira conmovedora por el continente europeo ". Se refirió a las invitaciones que había recibido de Francia, Prusia, Austria, Rusia y España y agregó: 
Bueno, con la ayuda de Dios durante los próximos doce meses, visitaré todos los grandes estados de Europa, veré a sus potentados o estadistas y me esforzaré por hacer cumplir esas verdades que han sido irresistibles en casa. ¿Por qué debería oxidarme en inactividad? Si el espíritu público de mis compatriotas me brinda los medios para viajar como misionero, seré el primer embajador del pueblo de este país en las naciones del continente. Me impulsa a esto una emoción instintiva como nunca me ha engañado. Creo que podría tener éxito en presentar un caso más sólido para las naciones prohibitivas de Europa para obligarlas a adoptar un sistema más libre que el que tenía aquí para revocar nuestra política de protección.
Visitó sucesivamente Francia, España, Italia, Alemania y Rusia, y fue honrado en todos los lugares a los que fue.[cita requerida] No solo se dirigió a manifestaciones públicas sino que también tuvo varias audiencias privadas con destacados estadistas. Durante su ausencia hubo una elección general, y fue devuelto (1847) para Stockport y para el West Riding of Yorkshire (distrito electoral del Reino Unido) (West Riding of Yorkshire). Eligió sentarse para este último.
En junio de 1848, Richard Cobden trasladó a su familia de Mánchester a Paddington, Londres, y tomó una casa en el 103 de Westbourne Terrace. En 1847 también había recomprado la antigua casa familiar en Dunford y en 1852 o 1853 reconstruyó la casa allí, que luego continuó ocupando hasta su muerte.

## Activista por la paz
Cuando Cobden regresó del extranjero, se dirigió a lo que le parecía el complemento lógico del libre comercio, a saber, la promoción de la paz y la reducción de armamentos navales y militares.[cita requerida]Fue partidario del no intervencionismo sus campañas contra las leyes del maíz estaban motivadas por su creencia de que el libre comercio era una fuerza poderosa para la paz y la defensa contra la guerra.[cita requerida] Se expuso a sabiendas al riesgo del ridículo y el reproche del utopismo. En 1849, presentó una propuesta en el parlamento a favor del arbitraje internacional y, en 1851, una moción para la reducción mutua de armamentos. No tuvo éxito en ninguno de los casos, ni esperaba tenerlo. Siguiendo el mismo objetivo, se identificó con una serie de  congresos de paz que de 1848 a 1851 se celebraron sucesivamente en Bruselas, París, Fráncfort del Meno, Londres, Mánchester y Edimburgo.
En su oposición a las Guerras del Opio, Cobden argumentó que así como "en el comercio de esclavos nosotros los británicos habíamos superado en culpa al mundo, en las guerras extranjeras tenemos la nación más agresiva, pendenciera, belicosa y sangrienta bajo el sol. " En octubre de 1850 le escribió a Joseph Sturge que si mira los últimos 25 años "encontrará que hemos sido incomparablemente la nación más sanguinaria de la tierra ... en China, en Birmania, en la India, Nueva Zelanda, el Cabo, Siria, España, Portugal, Grecia, etc, difícilmente hay un país, por remoto que sea, en el que no hayamos estado librando la guerra o dictando nuestros términos a punta de bayoneta ". Cobden creía que los británicos, "los mayores derramadores de sangre de todos", habían estado involucrados en más guerras que el resto de Europa junta. Sin embargo, culpó a la aristocracia que "convirtió la combatividad de la raza inglesa para sus propios fines" de tal militarismo, no al imperio.
En 1852, cuando los británicos invadieron Birmania por el maltrato de dos capitanes de mar británicos, bombardearon fuertes birmanos, mataron a cientos de soldados birmanos, impusieron un bloqueo y finalmente declararon la guerra en abril, Cobden estaba "asombrado por el caso" de la guerra:

Me sonrojo por mi país, y la misma sangre en mis venas cosquilleó de indignación por el desenfrenado desprecio de toda justicia y decencia sin que se exhibieran nuestros procedimientos hacia ese país. La violencia y los agravios perpetrados por Pizarro o  Cortez apenas fueron velados en una pretensión de derecho más transparente que la nuestra ". Los birmanos, continuó Cobden," no tenían más posibilidades contra nuestras 64 libras tiro al rojo vivo y otras mejoras infernales en el arte de la guerra de lo que harían al correr una carrera en sus carreteras contra nuestros ferrocarriles ... el día en que comenzamos la guerra con un bombardeo de balas, proyectiles y cohetes ... que los nativos debieron pensar que era una embestida de demonios, ¡era Domingo de Pascua!"

Cobden publicó "Cómo se levantan las guerras en la India: Los orígenes de la guerra birmana" en 1853. Allí explicó por qué disputas similares con Estados Unidos nunca culminaron en una guerra. La razón era "que Estados Unidos es poderoso y Birmania débil ... Gran Bretaña no habría actuado de esta manera hacia una potencia capaz de defenderse".
En el establecimiento del Segundo Imperio Francés en 1851-1852, un pánico violento, alimentado por la prensa, se apoderó del público. Luis Napoleón fue representado como contemplando un descenso repentino y pirata sobre la costa británica sin pretexto ni provocación. Mediante una serie de discursos y panfletos, dentro y fuera del parlamento, Cobden buscó calmar las pasiones de sus compatriotas. Al hacerlo, sacrificó la gran popularidad que había ganado como campeón del libre comercio y se convirtió durante un tiempo en el hombre más abusado de Gran Bretaña.[cita requerida]
Sin embargo, debido a la disputa sobre los lugares religiosos de  Palestina, que surgió en el este de Europa, la opinión pública se desvió repentinamente, y toda la sospecha y el odio que se había dirigido contra el emperador de los franceses se desviaron de él al emperador de Rusia. Luis Napoleón fue aceptado como el fiel aliado de Gran Bretaña, y en un torbellino de entusiasmo popular la nación fue arrastrada a la Guerra de Crimea.[cita requerida]

Al enfrentarse nuevamente al sentimiento público, Cobden, que había viajado a Turquía y había estudiado su política, desdeñó el clamor sobre el mantenimiento de la independencia y la integridad del Imperio Otomano. Negó que fuera posible mantenerlos, y no menos enérgicamente negó que fuera deseable. Creía que los celos del engrandecimiento ruso y el temor al poder ruso eran exageraciones absurdas. Sostuvo que el futuro de la Turquía europea estaba en manos de la población cristiana, y que habría sido más prudente que Gran Bretaña se aliara con ellos en lugar de con lo que él veía como el poder condenado y decadente del Islam ic. Dijo en la Cámara de los Comunes 
Deben dirigirse a sí mismos como hombres sensatos y hombres de energía, a la pregunta: ¿qué van a hacer con la población cristiana? porque el mahometanism no se puede mantener, y lamento ver a este país luchando por el mantenimiento del mahometanismo... Puede mantener a Turquía en el mapa de Europa, puede llamar al país por el nombre de Turquía si como, pero no creo que pueda mantener el dominio mahometano en el país.
 El torrente de sentimiento popular a favor de la guerra fue, sin embargo, irresistible; y tanto Cobden como John Bright se sintieron abrumados por la deshonra.

## Segunda guerra del Opio
A principios de 1857, noticias de China llegaron a Gran Bretaña de  una ruptura entre los británicos plenipotenciarios en ese país y el gobernador de la  provincia de Cantón en referencia a un pequeño buque o lorcha llamado "Flecha", que resultó en que el almirante británico destruyera los fuertes del río, quemara 23 barcos pertenecientes a la Armada China y bombardeara la ciudad de Cantón. Después de una cuidadosa investigación de los documentos oficiales, Cobden se convenció de que se trataba de procedimientos totalmente injustos. Presentó una moción en el parlamento a este efecto, que condujo a un debate largo y memorable, que duró más de cuatro noches, en el que fue apoyado por  Sidney Herbert, Sir  James Graham,  William Gladstone, Lord John Russell y Benjamin Disraeli, y que terminó con la derrota de  Lord Palmerston  por una mayoría de dieciséis.
Pero este triunfo le costó su escaño en el parlamento. En la disolución que siguió a la derrota de Lord Palmerston, Cobden se convirtió en candidato de Huddersfield, pero los votantes de esa ciudad dieron preferencia a su oponente, que había apoyado la guerra rusa y aprobó los procedimientos en Canton. Cobden quedó relegado a la vida privada y, al retirarse a su casa de campo en Dunford, pasó su tiempo en perfecta satisfacción cultivando su tierra y alimentando a sus cerdos.
Aprovechó esta temporada de ocio para hacer otra visita a Estados Unidos. Durante su ausencia se produjo la elección general de 1859, cuando fue devuelto sin oposición a Rochdale. Lord Palmerston volvió a ser primer ministro y, al descubrir que el partido liberal avanzado no era "aplastado" tan fácilmente como él había percibido, hizo propuestas de reconciliación e invitó a Cobden y Thomas Milner Gibson a convertirse en miembros de su gobierno. En una carta franca y cordial que fue entregada a Cobden en su desembarco en Liverpool, Lord Palmerston le ofreció el papel de Presidente de la Junta de Comercio, con un asiento en el Gabinete. Muchos de sus amigos lo presionaron con urgencia para que aceptara, pero sin dudarlo un momento decidió rechazar el honor propuesto. A su llegada a Londres, visitó a Lord Palmerston y, con la mayor franqueza, le dijo que se había opuesto a él y lo había denunciado con tanta frecuencia en público, y que aún difería tanto de sus puntos de vista, especialmente en cuestiones de política exterior, que no podía, sin violar su propio sentido del deber y la coherencia, servir a sus órdenes como ministro. Lord Palmerston intentó con buen humor combatir sus objeciones, pero sin éxito.

## Tratado Cobden-Chevalier
Pero aunque se negó a compartir la responsabilidad de la administración de Lord Palmerston, estaba dispuesto a actuar como su representante en la promoción del intercambio comercial más libre entre Gran Bretaña y Francia. Pero las negociaciones para este propósito se originaron con él mismo en conjunto con Bright y Michel Chevalier. Hacia fines de 1859 visitó a Lord Palmerston, Lord John Russell y Gladstone, y manifestó su intención de visitar Francia y ponerse en comunicación con Napoleón III de Francia y sus ministros, con miras a promover este objeto. Estos estadistas expresaron en términos generales su aprobación de su propósito, pero él fue enteramente por su propia cuenta, vestido al principio sin autoridad oficial. A su llegada a París tuvo una larga audiencia con Napoleón, en la que exhortó a muchos argumentos a favor de la eliminación de los obstáculos que impedían que los dos países tuvieran una mayor dependencia mutua, y logró causar una impresión considerable en su país a favor del libre comercio. Luego se dirigió a los ministros franceses y tuvo una conversación muy seria, especialmente con Eugène Rouher, a quien encontró muy inclinado a los principios económicos y comerciales que defendía. Después de mucho tiempo dedicado a estas negociaciones preliminares y no oficiales, habiendo entrado la cuestión de un tratado de comercio entre los dos países en la arena de la diplomacia, el gobierno británico solicitó a Cobden que actuara como su plenipotenciario en el asunto conjuntamente con Henry Wellesley, 1er Conde Cowley, su embajador en Francia. Pero resultó ser una empresa muy larga y laboriosa. Tuvo que lidiar con la amarga hostilidad de los proteccionistas franceses, lo que ocasionó muchas vacilaciones por parte del emperador y sus ministros. También hubo retrasos, vacilaciones y cavilaciones en casa, que eran más inexplicables.

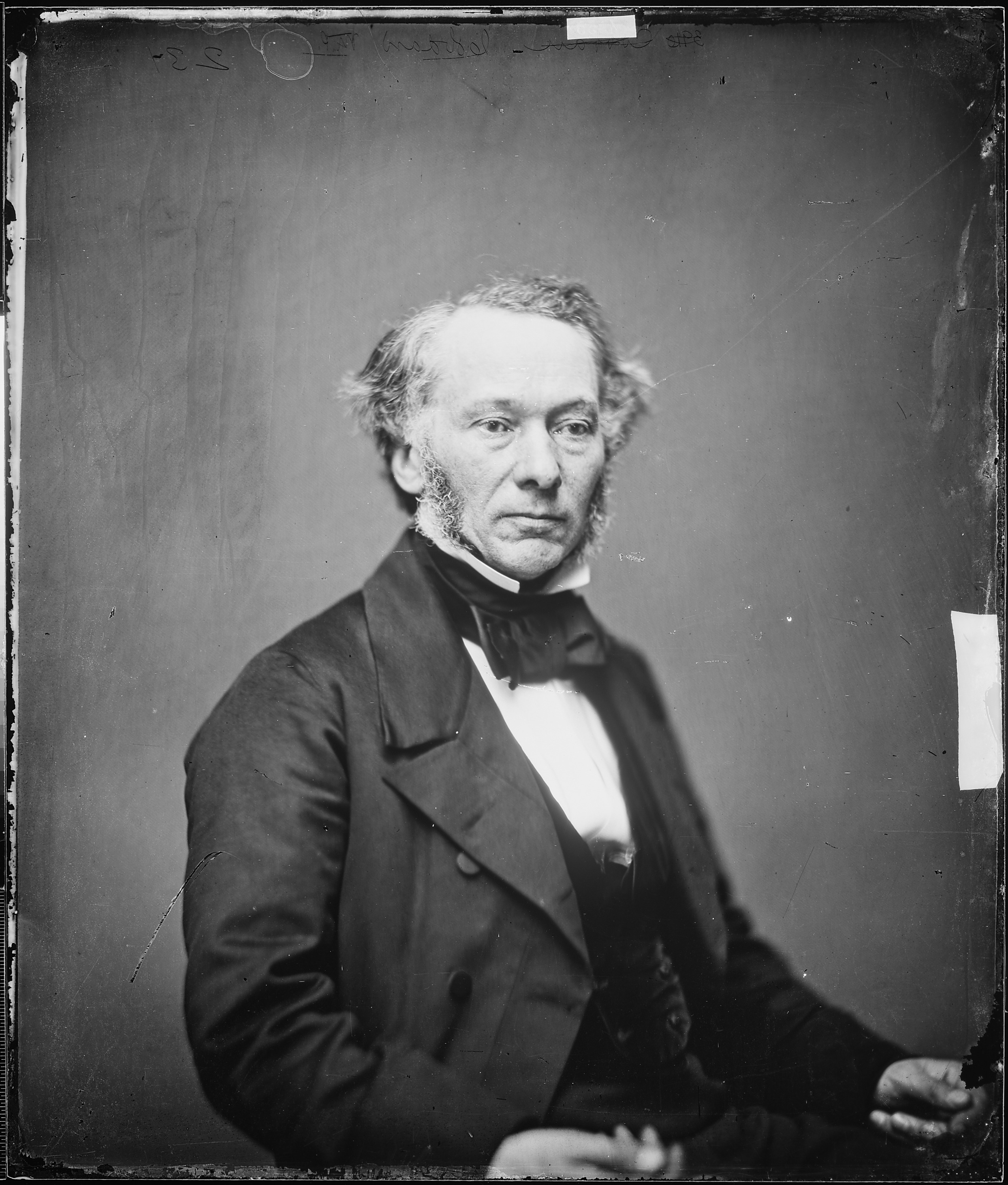
Foto de Cobden tomada por Mathew Brady (c. 1865)

Además, fue atacado con gran violencia por una sección poderosa de la prensa británica, mientras que la gran cantidad de detalles minuciosos con los que tuvo que lidiar en relación con los cambios propuestos en el arancel francés, implicó un impuesto a su paciencia e industria que habría intimidado a un hombre menos resuelto. Pero había una fuente de vergüenza mayor que todas las demás. Un motivo fuerte que lo había impulsado a embarcarse en esta empresa era su ansioso deseo de establecer relaciones más amistosas entre Gran Bretaña y Francia, y de disipar esos sentimientos de celos mutuos y alarma que tan frecuentemente estallaban y ponían en peligro la paz entre los dos países. Éste era el argumento más poderoso con el que había recurrido al emperador ya los miembros del gobierno francés, y que había encontrado más eficaz con ellos. Pero mientras estaba en medio de las negociaciones, Lord Palmerston presentó en la Cámara de los Comunes una medida para fortalecer los arsenales navales de Gran Bretaña, que presentó en un discurso bélico dirigido deliberadamente contra Francia, como fuente de peligro de invasión y ataque, contra el que era necesario protegerse. Esto produjo irritación y resentimiento en París, y de no ser por la influencia que Cobden había adquirido y la perfecta confianza depositada en su sinceridad, las negociaciones probablemente se habrían arruinado por completo. Sin embargo, por fin, después de casi doce meses de trabajo incesante, el trabajo se completó en noviembre de 1860. "Raro", dijo Gladstone, "es el privilegio de cualquier hombre que, habiendo prestado a su país hace catorce años un servicio excepcional, ahora de nuevo, dentro del mismo breve lapso de vida, no condecorado ni por la tierra ni por el título, sin ninguna marca que lo distinga de las personas que ama, se le ha permitido realizar otro gran y memorable servicio a su soberano y su país ".
Al concluir este trabajo, los gobiernos de los dos países a los que se había beneficiado tanto le ofrecieron honores a Cobden. Lord Palmerston le ofreció un título de baronet y un asiento en el consejo privado, y el emperador de los franceses con gusto le habría otorgado alguna marca distinguida de su favor. Pero con desinterés y modestia característicos, rechazó todos esos honores.
Los esfuerzos de Cobden para promover el libre comercio siempre estuvieron subordinados a lo que él consideraba los propósitos morales más elevados: la promoción de la paz en la tierra y la buena voluntad entre los hombres. Este era su deseo y esperanza en lo que respecta al tratado comercial con Francia. Por lo tanto, se sintió profundamente decepcionado y angustiado al descubrir que el antiguo sentimiento de desconfianza aún fomentado activamente por la prensa y algunos de los principales políticos del país. En 1862 publicó su panfleto titulado Los tres pánicos, cuyo objetivo era rastrear la historia y exponer la locura de aquellas visitas periódicas de alarma en cuanto a los designios franceses que habían afectado a Gran Bretaña durante quince o dieciséis años.

## Guerra civil americana
Cuando la guerra civil estadounidense amenazó con estallar en los Estados Unidos, Cobden estaba profundamente angustiado, pero después de que el conflicto se hizo inevitable, sus simpatías estaban totalmente con la  Unión porque la Confederación de Estados Confederados de América estaba luchando por la esclavitud (Unión Federal). Sin embargo, su gran preocupación era que la nación británica no se comprometiera a seguir ningún rumbo indigno durante el progreso de esa lucha. Cuando las relaciones con los Estados Unidos se estaban volviendo críticas y amenazadoras como consecuencia de las depredaciones cometidas en el comercio estadounidense por los buques que partían de puertos británicos, acciones que llevarían a la posguerra Alabama Claims, planteó la cuestión ante la Cámara en una serie de discursos de rara claridad y fuerza.

## Muerte

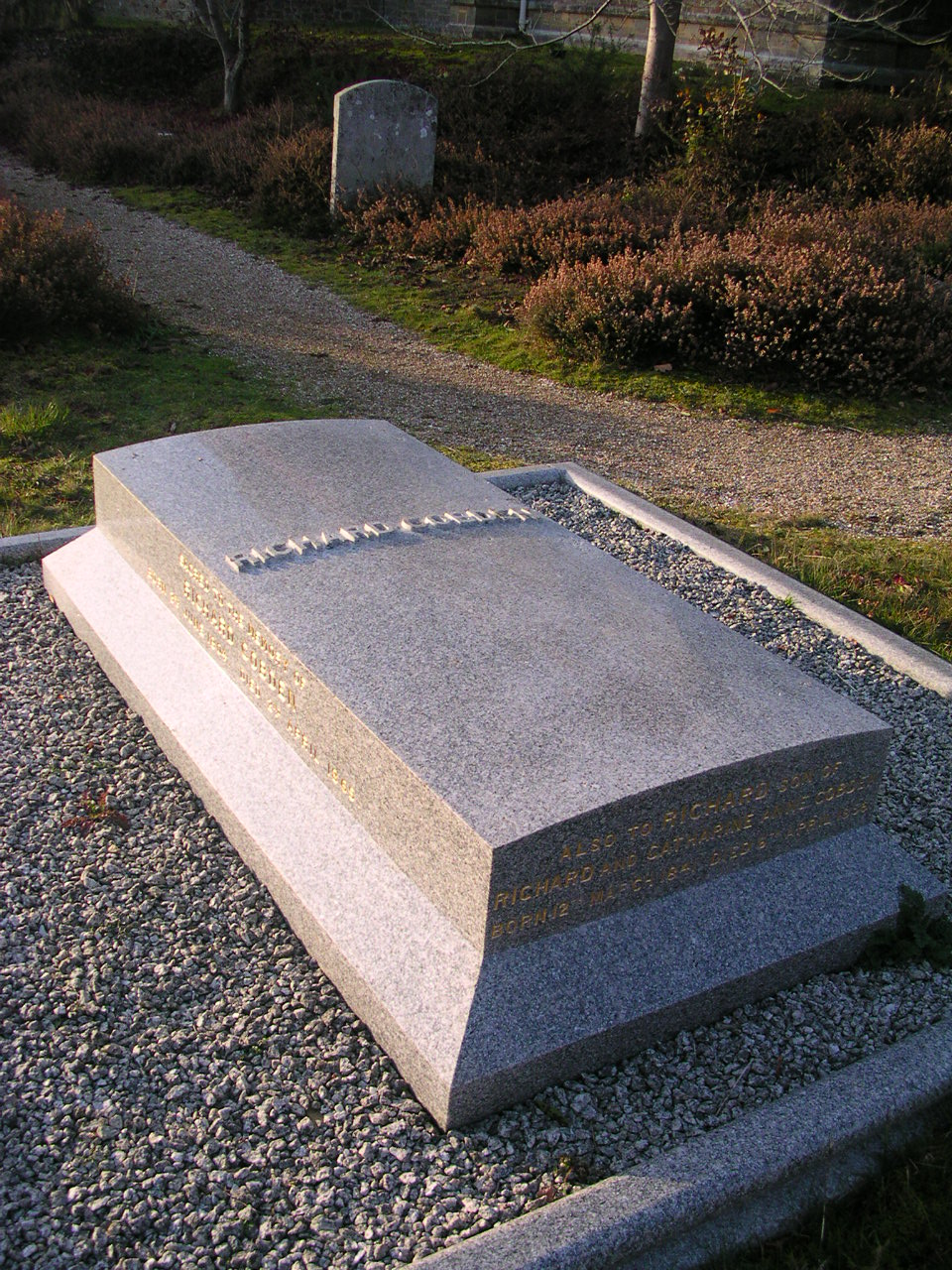
La tumba de Cobden en West Lavington cementerio en West Sussex

Durante varios años, Cobden había estado sufriendo severamente a intervalos de irritación bronquial y dificultad para respirar. Debido a esto, había pasado el invierno de 1860 en Argelia, y cada invierno subsiguiente tenía que ser muy cuidadoso y confinarse en la casa, especialmente en tiempo húmedo y brumoso. El 2 de abril de 1865 murió pacíficamente en sus apartamentos de Londres.
Al día siguiente, Lord Palmerston dijo que "no era posible que la Cámara siguiera adelante sin que todos los miembros recordaran la gran pérdida que la Cámara y el país habían sufrido por el evento que tuvo lugar ayer por la mañana". Disraeli dijo que "era un adorno para la Cámara de los Comunes y un honor para Inglaterra".
En el Corps Législatif francés, también, el vicepresidente, Forcade La Roquette, se refirió a su muerte, y se repitieron y aplaudieron cálidas expresiones de estima por todos lados. "La muerte de Richard Cobden", dijo M. la Roquette, "no es solo una desgracia para Inglaterra (Reino Unido), sino una causa de luto para Francia y la humanidad". Drouyn de Lhuys, el ministro francés de asuntos exteriores, hizo de su muerte objeto de un despacho especial, en el que deseaba que el embajador francés expresara al gobierno "la lúgubre simpatía y el pesar verdaderamente nacional que la muerte, tan lamentado como prematuro, de Richard Cobden se había emocionado en ese lado del Canal de la Mancha ". "Él es ante todo", agregó, "a nuestros ojos el representante de esos sentimientos y esos principios cosmopolitas ante los cuales desaparecen las fronteras y las rivalidades nacionales; si bien esencialmente de su país, fue aún más de su tiempo; supo qué relaciones mutuas podría lograr en nuestros días para la prosperidad de los pueblos. Cobden, si se me permite decirlo, era un hombre internacional ".
Fue enterrado en West Lavington, West Sussex iglesia en West Sussex el 7 de abril. Su tumba estaba rodeada por una gran multitud de dolientes, entre los que se encontraban Gladstone, Bright, Milner Gibson,  Charles Villiers y un anfitrión además de todas partes del país. En 1866 se fundó el Cobden Club en Londres, para promover la economía del libre comercio, y se convirtió en un centro de propaganda política en ese sentido; y se instituyeron premios en su nombre en  Oxford y  Cambridge.
Cobden se había casado en 1840 con Catherine Anne Williams, una dama galesa, y dejó cinco hijas supervivientes. De estas,  Jane, una político británico  Liberal, se casó con el editor Thomas Fisher Unwin y era conocida como la Sra. Cobden Unwin; Ellen fue la primera de las tres esposas del pintor Walter Sickert; y  Anne se casó con el encuadernador  T. J. Sanderson y añadió su apellido al suyo. Posteriormente se hicieron prominentes en diversas esferas y heredaron el interés político de su padre. Su único hijo murió, para dolor inexpresable de Cobden, a la edad de quince años, en 1856.

## Legado
Cobden, y lo que se llamó "Cobdenismo" y más tarde identificado con "laissez-faire", fue objeto de muchas críticas por parte de la escuela de economistas británicos que defendían el proteccionismo, en las ideas de Alexander Hamilton y Friedrich List. Sin embargo, durante gran parte de lo que quedó del siglo XIX, su éxito con el movimiento de libre comercio fue indiscutible y el proteccionismo llegó a ser heterodoxo. El movimiento de reforma arancelaria en Gran Bretaña iniciado por Joseph Chamberlain trajo nuevos oponentes al manchesterismo, y todo el tema una vez más se volvió controvertido. Los años de reconstrucción que siguieron a la Segunda Guerra Mundial vieron una moda renovada para la intervención del gobierno en el comercio internacional pero, a partir de la década de 1980, Margaret Thatcher en el Reino Unido (bajo la influencia de Enoch Powell a través de Keith Joseph) y Ronald Reagan  en los EE. UU. lideró un renacimiento del "laissez-faire" que,tiene cierta influencia en el pensamiento económico dominante.
Cobden dejó una profunda huella en la historia británica. Aunque no era un "economista científico", muchas de sus ideas y profecías prefiguraban argumentos y perspectivas que luego aparecerían en la economía académica. Consideró que era "natural" que Gran Bretaña fabricara para el mundo e intercambiara por productos agrícolas de otros países. Los economistas modernos llaman a esto ventaja comparativa. Abogó por la derogación de las leyes del maíz, que no solo abarataban los alimentos, sino que ayudaban a desarrollar la industria y beneficiaban a la mano de obra. Vio correctamente que otros países no podrían competir con Gran Bretaña en la fabricación en un futuro previsible. "Abogamos", dijo, "nada más que lo que está de acuerdo con los más altos mandatos del cristianismo: comprar en el mercado más barato y vender en el más caro". Después de la derogación de las leyes del maíz, la industria manufacturera británica experimentó aumentos significativos de productividad, mientras que la agricultura británica finalmente entró en declive debido a la competencia de las importaciones. Percibió que el resto del mundo debería seguir el ejemplo de Gran Bretaña: "si se abolirán las leyes del maíz honestamente y se adoptará el libre comercio en su simplicidad, no habrá un arancel en Europa que no se cambie en menos de cinco años". (enero de 1846). Su cosmopolitismo, que llevó a la percepción entre los rivales de Cobden de que era un "Pequeño inglés" lo que lo llevó a desarrollar una  oposición al colonialismo. Cobden también vio la conexión entre la paz y el libre comercio. "La paz vendrá a la tierra cuando la gente tenga más que ver entre sí y menos los gobiernos". "La gran regla de conducta para nosotros con respecto a las naciones extranjeras es; ampliar nuestras relaciones comerciales y tener con ellos la menor conexión política posible".
Su biografía, Richard Cobden's Life de John Morley, escrita con el aporte de contemporáneos como John Bright y Sir Louis Mallet, se publicó en 1881 (Roberts Brothers: Boston).
En 1866, se fundó el Cobden Club para promover "la paz, el libre comercio y la buena voluntad entre las naciones". Esto se debió a los esfuerzos de Thomas Bayley Potter, el sucesor de Cobden en su asiento de Rochdale, que quería una institución que apoyara los principios de Cobden. El 15 de mayo de 1866 se celebró la reunión inaugural del club en el Reform Club en Londres y la primera cena del club se celebró el 21 de julio de 1866 en el Star and Garter Hotel en  Richmond, presidido por Gladstone. El club difundió enérgicamente literatura sobre libre comercio con fines de propaganda.
La propuesta de Joseph Chamberlain para la reforma arancelaria, lanzada en 1903, reavivó el debate sobre el libre comercio contra el proteccionismo en Gran Bretaña. Para el centenario del nacimiento de Cobden, 10,000 personas se reunieron en Alexandra Palace en Londres en junio de 1904. Cobden "simbolizaba la visión liberal de un orden global pacífico y próspero mantenido unido por las fuerzas benignas del libre comercio" como ninguna otra figura del siglo XIX. Al dirigirse a la reunión, el líder liberal Sir Henry Campbell-Bannerman dijo:
El motivo que inspiró a quienes compusieron la asamblea fue doble. Querían mostrar su admiración y su gratitud hacia un gran inglés cuyo corazón compasivo, sabiduría, intuición, coraje y elocuencia digna de alabanza les produjo una gran liberación en los días de sus padres. También deseaban declarar su adhesión a las doctrinas que él enseñó, y su determinación de que el poder de esas doctrinas, Dios ayudándolos, no debería verse afectado. Lo que le debían a él ya sí mismos era dejar claro a los ojos de todos los hombres que tenían la intención de aferrarse a la herencia que él, quizás más que cualquier otro individuo, les había ganado; y que los frutos de la batalla que libró contra tremendas dificultades no debían ser arrebatados a la ligera. No estaban allí para aclamar a Cobden como un profeta inspirado, pero vieron en él a un gran ciudadano, un gran estadista, un gran patriota y un gran líder popular... Cobden pasó su vida derribando esas restricciones y obstrucciones artificiales, que en la actualidad hombres temerarios e imprudentes buscaban volver a establecer obstáculos no sólo al comercio, sino también a la paz, la buena voluntad y el entendimiento mutuo; sí, y obstrucciones a la libertad y al buen gobierno en casa. Aquellos que expresaron su asombro de que el trabajador inteligente no mirara con recelo al fabricante, Cobden, habían pasado por alto el hecho de que le dio a la gente comida barata y abundante empleo, e hizo mucho más; hizo estallar la base económica del gobierno de clase y el sometimiento de clase.
Stanley Baldwin dijo en diciembre de 1930, durante la Gran Depresión en el Reino Unido (Gran Depresión), que los Conservadores eran "un partido nacional de todos aquellos que creen que cualquier mejora en la posición industrial y económica de este país sólo puede lograrse librándose del Cobdenismo de la última generación y poniendo a este país en lo que es y debe ser una base proteccionista ”. Dos semanas después, Baldwin atacó el manejo de la Conferencia Imperial por parte del gobierno laborista: "En esa conferencia, el gobierno tuvo una espléndida oportunidad de hacer algo práctico para ayudar a la industria británica y unir al Imperio en una estrecha asociación comercial. No lograron aprovechar esta oportunidad porque las propuestas del Dominio no pudieron conciliarse con las antiguas y obsoletas teorías del libre comercio del Cobdenismo". Gran Bretaña abandonó el libre comercio en 1932 y adoptó un arancel general. En 1932, el exministro de Hacienda del Trabajo Philip Snowden dijo que nunca había un error más grande que decir que el cobdenismo estaba muerto: "El cobdenismo nunca estuvo más vivo en todo el mundo que en la actualidad ... -Día, las ideas de Cobden se rebelaron contra el nacionalismo egoísta. La necesidad de romper las restricciones comerciales, que tomaron diversas formas, fue universalmente reconocida incluso por aquellos que no pudieron deshacerse de esos grilletes".  F. W. Hirst dijo en 1941, durante la Segunda Guerra Mundial, que las ideas de Cobden "se destacan en casi completa oposición al 'evangelio' según  Marx":
Las ideas internacionales de Cobden se basaban en el patriotismo y la paz, la armonía de clases, la reforma por métodos constitucionales, la buena voluntad entre los hombres y las naciones. Cobden ... creía en la libertad individual y la empresa, en los mercados libres, la libertad de opinión y la libertad de comercio. [Su] credo entero era anatema para Karl Marx. No tenía sentido del patriotismo ni del amor a la patria. Instó a lo que llamó "el proletariado" en todos los países a derrocar a la sociedad mediante una revolución violenta, a destruir a las clases medias ya todos los empleadores del trabajo, a quienes denunció como capitalistas y esclavistas. Exigió la desamortización de la propiedad privada y una nueva dictadura, la dictadura del proletariado. Así como Cobden interpretó y practicó los preceptos de Adam Smith, así  Lenin interpretó y practicó los preceptos de Karl Marx. Estos dos grandes hombres, aunque muertos, aún hablan. Se destacan ante el mundo civilizado como protagonistas de dos sistemas de economía política, pensamiento político y sociedad humana ... cuando esta guerra termine, nosotros en Gran Bretaña ciertamente tendremos que elegir si nuestra Prensa y Parlamento serán libres, si Debemos ser una nación conscripta, ya sea que la propiedad privada y los ahorros sean asegurados o confiscados, ya sea que seamos encarcelados sin juicio; si vamos a disfrutar nuevamente del derecho a comprar y vender donde y como queramos - en resumen, si vamos a ser gobernados como esclavos por la burocracia de un estado policial o como hombres libres por nuestros representantes elegidos. Este conflicto será simbolizado y personificado por Richard Cobden y Karl Marx.
Ernest Bevin, Secretario de Relaciones Exteriores del Trabajo, dijo el 26 de julio de 1947 que "No podemos volver a la economía de Cobdenita". En 1966, el primer ministro laborista Harold Wilson atacó a Philip Snowden por sostener las opiniones del "cobdenismo puritano" que "impidió cualquier acción expansionista para aliviar el desempleo" por parte del gobierno durante la Gran Depresión.

### Ubicaciones
Su tataranieto, Nick Cobden-Wright inició una campaña para salvar su antigua casa, Dunford House, Midhurst (también hogar de su hija   'Annie'  Cobden-Sanderson, el socialista y sufragista) a la venta en 2019 por los propietarios actuales, YMCA. Contenía su pancarta 'No Vote No Tax' que había sostenido en la protesta de Downing Street. Su campaña de la Fundación Cobden fue respaldada por la bisnieta de Emmeline Pankhurst, Helen Pankhurst,  CBE entre otros.
Las comunidades de Cobden, Ontario, Cobden, Illinois, Cobden, Minnesota y Cobden, Victoria en Canadá, EE. UU. Y Australia, respectivamente, recibieron el nombre de Richard Cobden.
Cob Stenham también recibió su nombre. Cobden en la Isla Sur, Nueva Zelanda que lleva su nombre
La escuela primaria Richard Cobden en Camden Town y el Grado II listado Cobden Working Mens Club en Kensal Road, North Kensington, Londres llevan su nombre.
Cobden Bridge en Southampton recibió su nombre.
Cobden Street en  Bury, Darlington, Dalton in Furness Nottingham y Nelson, Lancashire llevan su nombre. También está Cobden Square en Bedford y Cobden Road en Worthing y Midhurst [West Sussex] y Edimburgo. Junto a Cobden Street en Nottingham también está Bright Street. Hay dos calles Cobden en Burnley, Lancashire.[cita requerida]
El pub Richard Cobden en Worthing lleva su nombre y el pub Cobden View en Sheffield tiene su rostro sobre la puerta. Había un pub de Richard Cobden en Cocking, West Sussex que cerró y se convirtió en una residencia privada en el siglo XX. El pub Richard Cobden en Chatham, Kent lleva su nombre y más tarde se convirtió en el tema de la canción "The Richard Cobden" de la banda británica Vlks. También hay un pub en Quarry Street, Woolton, Liverpool llamado 'The Cobden', con su imagen en el letrero externo.

### Estatuas
Una estatua de Cobden está en St Ann's Square en Mánchester (en la foto de arriba) y su busto está en el Ayuntamiento de Mánchester.
Hay una estatua de él, financiada por suscripción pública (a la que Napoleón III contribuyó) en la plaza de la estación de metro Mornington Crescent, Camden Town, Londres. El pub Cobden en Camden High Street lleva el nombre de la estatua.
La estatua de Cobden en el centro de la ciudad de Stockport se trasladó en 2006 como parte de un plan de regeneración urbana, pero ahora está de nuevo en su lugar.
Dentro del  Bradford Wool Exchange, West Yorkshire hay una estatua de Richard Cobden.
Fuera del Wool Exchange entre los arcos de la planta baja hay retratos tallados de personas notables, incluido Cobden (los otros son Titus Salt, Stephenson, Watt, Arkwright, Jacquard, Gladstone y Palmerston y (frente a Bank Street) Raleigh, Drake, Columbus, Cook y Anson). Flanqueando la entrada con pórtico debajo de la torre hay estatuas del obispo Blaise, el santo patrón de los laneros, y del rey Eduardo III, quien promovió en gran medida el comercio de la lana.
Un obelisco erigido en su memoria en 1868 se encuentra en West Lavington en West Sussex. Sobre la estatua están las palabras 'Libre comercio'. Paz Buena Voluntad entre las naciones '.

#### Busto
Se encuentra en el pasillo oeste del crucero norte de la Abadía de Westminster.

### Varios
Cobden Press, un editor Libertario de la década de 1980, recibió su nombre y continúa hasta el día de hoy como sello del Moorfield Storey Institute. Ferdinand de Lesseps nombró a Cobden como fundador de la Compañía del Canal de Suez.